# Lilian Lee
Pour les articles homonymes, voir Lee.
Li Pi-Hua (李碧華), née Li Pak (李白) en 1959, plus connu sous le nom de Lilian Lee est une autrice, scénariste et journaliste hongkongaise.
Ses romans ont connu de nombreuses adaptations au cinéma.

## Filmographie
Lilian Lee a signé ou cosigné les scénarios originaux des films suivants :
- 1981 : Father and Son d'Allen Fong
- 1981 : Liang xiao wu zhi de Shu Kei
- 1981 : Zai sheng ren de Peter Yung
- 1982 : Sai huen jai de Gong Lung
- 1984 : Kwai ching d'Angela Chan
- 1987 : Rouge de Stanley Kwan (d'après son roman)
- 1989 : The Reincarnation of Golden Lotus de Clara Law
- 1989 : Terracotta Warrior de Ching Siu-tung
- 1990 : Kawashima Yoshiko d'Eddie Fong (d'après son roman La Dernière Princesse de Mandchourie)
- 1991 : Gui gan bu de Kam Yeung-wah
- 1993 : Adieu ma concubine de Chen Kaige (d'après son roman) - Palme d'or
- 1993 : Green Snake de Tsui Hark (d'après son roman)
- 1993 : La Tentation d'un bonze de Clara Law (d'après son roman)
- 2004 : Nouvelle Cuisine de Fruit Chan - version courte présente dans l'anthologie Trois extrêmes
- 2013 : Tales from the Dark 1, segment Stolen Goods (d'après son roman)
- 2014 : Tales from the Dark 2, segment Black Umbrella (d'après son roman)